# Echeandía (cantão)
Echeandía é um cantão do Equador localizado na província de Bolívar.
A capital do cantão é a cidade de Echeandía.